# Jacques Moeschal
Jacques Moeschal (6 de setembre de 1900 - 30 d'octubre de 1956) fou un futbolista belga.

## Selecció de Bèlgica
Va formar part de l'equip belga a la Copa del Món de 1930 i als Jocs Olímpics de 1928.